# Jałbrzyk Jan Sokołowski

Pomian - herb Sokołowskich

Jałbrzyk Jan Sokołowski z Wrzący Wielkiej i Sokołowa herbu Pomian (ur. ?, zm. 1493/5) – komornik króla Czech i Węgier Władysława Jagiellończyka, kasztelan santocki i starosta grudziądzki.
Wczesna biografia Sokołowskiego nie jest znana. Wywodził się z potomków Chebdów z Niewiesza herbu Pomian, którzy na przełomie XIV i XV w. zdobyli znaczne wpływy polityczne na Kujawach, zyskując przewagę nad innymi klanami rodowymi w tamtejszym środowisku kościelnym. Nie wiadomo kiedy i w jaki sposób Sokołowski związał się z dworem Jagiellonów. W dokumencie potwierdzającym nadanie mu przez Władysława Jagiellończyka w 1493 r. zamku Toszek z miastem i okręgiem oraz miasta Pyskowice na Śląsku zaznaczono, że otrzymał on te dobra m.in. za wierne służby pełnione od młodości. Względy jakimi cieszył się u Władysława Jagiellończyka będąc jego dworzaninem każą przypuszczać, że zyskał dużą przychylność potomka Jagiellonów jeszcze przed jego wstąpieniem na tron czeski. Należał do hufca nadwornego Władysława, który w 1471 roku odprowadzał elekta do Pragi. Towarzyszył nowo wybranemu władcy przy wjeździe do miasta oraz podczas koronacji 22 sierpnia 1471. Był jedynym Polakiem wśród urzędników nadwornych króla Władysława i stał się jedną z najbardziej wpływowych osobistości na jego dworze. W roku 1474 był posłem na sejm piotrkowski z ramienia króla Władysława. Służył Władysławowi Jagiellończykowi najpierw jako dworzanin a następnie jako komornik, będąc jednym z najaktywniejszych członków rady królewskiej. Prawdopodobnie dzięki wstawiennictwu czeskiego króla otrzymał od Kazimierza Jagiellończyka urząd starosty grudziądzkiego w 1484 r. a następnie kasztelana santockiego - z tym tytułem jest wymieniony po raz pierwszy na sejmie w Piotrkowie 11 XII 1488. Nie wiadomo czy do śmierci przebywał w Czechach, czy pod koniec życia osiadł w Polsce. Po śmierci Jałbrzyka Sokołowskiego starostwo grudziądzkie przejął jego brat Paweł, a następnie jego synowie.
Dzięki służbie na dworze praskim mógł wielokrotnie powiększyć majątek odziedziczony wraz z braćmi po ojcu Jarosławie z Wrzący Wielkiej, Sokołowa i wsi Ochle. Posiadał dobra nie tylko w Polsce i na Śląsku, ale również w Austrii i Czechach. W znanych źródłach nie znaleziono informacji o wstąpieniu Sokołowskiego w stan małżeński. Pozostawiony przez niego majątek odziedziczyli bracia, co każe przypuszczać, że Jałbrzyk Sokołowski nie miał potomstwa. Zmarł przed 3 lutego 1495, kiedy jego następca przejął urząd kasztelana santockiego.